# Nhật thực 20 tháng 3, 2015

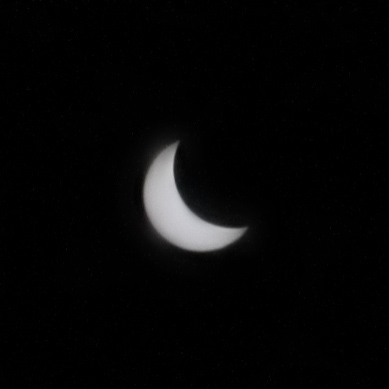
Berlin 10:28

Nhật thực ngày 20 tháng 3 năm 2015 là nhật thực toàn phần diễn ra ngày 20 tháng 3 năm 2015. Nhật thực xảy ra khi Mặt Trăng đi qua giữa Mặt Trời và Trái Đất, Mặt Trời bị Mặt Trăng che khuất và bóng của Mặt Trăng phủ lên Trái Đất.
Lần nhật thực này mặc dù có đường đi khá rộng (463 km) nhưng lại rơi vào khu vực Bắc Đại Tây Dương giữa bờ biển Nauy và Greenland. Đảo Svalbard thuộc Na Uy và Quần đảo Faroe là 2 địa điểm quan sát lý tưởng nhất.

## Hình ảnh
Closeup animation of shadow in 30 second frames: